# Liste des finales de la Coupe d'Angleterre de football

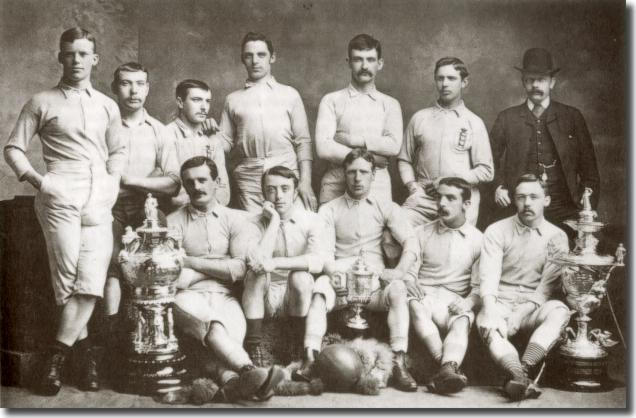
L'équipe de Blackburn Rovers ayant gagné la FA Cup en 1884. Le capitaine James Brown (premier rang, au milieu) tient le trophée.

Les finales de la Coupe d'Angleterre de football désignent le vainqueur de la Coupe d'Angleterre, un tournoi à élimination directe connu aussi sous le nom de FA Cup, fondé en 1871, doyenne des compétitions de football dans le monde. Organisées en général après la fin des championnats, en mai, ces rencontres marquent l'aboutissement de la saison de football en Angleterre. Dirigé par la Fédération anglaise de football (the FA), le tournoi est ouvert à toutes les équipes présentes au minimum au dixième échelon dans la Structure pyramidale des ligues de football en Angleterre.
Seulement trois villes autres que Londres ont accueilli une finale de FA Cup, le reste ayant été principalement joué à l'ancien Stade de Wembley, de 1923 à 2000. Le nouveau stade du même nom est le stade officiel de la compétition depuis 2007. Avant 1923, des finales ont eu lieu à The Oval, Crystal Palace National Sports Centre, Stamford Bridge et Lillie Bridge Grounds, tous à Londres, au Goodison Park à Liverpool ainsi qu'au Fallowfield Stadium (en) et à Old Trafford à Manchester. Le Millennium Stadium à Cardiff a abrité la finale pour six ans (2001-2006) durant la construction du nouveau Stade de Wembley. D'autres emplacements ont été utilisés pour les matchs rejoués qui avaient lieu si la finale se terminait par un match nul.
Le record de finales gagnées est détenu par Arsenal avec ses quatorze victoires suivi de Manchester United qui a remporté la compétition à douze reprises. La coupe a été gagnée plusieurs fois de suite à huit occasions, et trois équipes ont gagné plusieurs finales consécutives plus d'une fois : Wanderers, Tottenham Hotspur et Blackburn Rovers. Cardiff City est le seul club non-anglais à avoir gagné la compétition.

## Histoire
Les vainqueurs de la première édition sont les Wanderers, un club composé d'élèves d'écoles privées de Londres qui a gagné cinq fois la compétition lors de ses sept premières années d'existence. Les premiers vainqueurs du tournoi étaient toutes des riches équipes d'amateurs en provenance du sud de l'Angleterre, jusqu'en 1883, alors que Blackburn Olympic est devenu la première équipe du nord à gagner la coupe en battant Old Etonians. Lors du retour de l'équipe à Blackburn, le capitaine de l'époque Albert Warburton (en) a déclaré : "Cette coupe est la bienvenue au Lancashire. Elle y aura un bon foyer et ne retournera jamais à Londres."
Avec l'avènement des clubs professionnels durant la même période, les clubs amateurs disparaissent peu à peu de la compétition. Les principaux clubs de football de l'époque fondent ainsi la Football League en 1888, et depuis lors, seul un club de Non-league football a gagné la compétition. Tottenham Hotspur, évoluant alors en Southern Football League, bat Sheffield United lors de la finale de 1901. Une année plus tard, Sheffield United accède à nouveau à la finale et gagne la coupe, qui reste ensuite entre les mains de clubs du nord et du centre de l'Angleterre jusqu'à ce que Tottenham la regagne en 1921. En 1927, Cardiff City, un club qui participe aux compétitions du football anglais bien qu'il soit basé au pays de Galles, gagne la coupe et devient ainsi le premier et le seul club non-anglais à gagner la FA Cup. Le club écossais Queen's Park avait précédemment atteint la finale de la compétition à deux reprises sans gagner dans les années 1880.
Newcastle United a dominé brièvement la compétition dans les années 1950 en remportant le trophée trois fois en cinq ans, et dans les années 1960, Tottenham Hotspur a connu un succès similaire avec trois victoires en sept saisons. Cela a marqué le début d'une période faste pour les clubs basés à Londres, gagnant 11 fois la compétition en 22 ans. Des équipes de deuxième division, connu à l'époque sous le nom de "Second division", ont connu un succès sans précédent dans la compétition entre 1973 et 1980. Sunderland gagne l'édition de 1973, suivi de Southampton en 1976 et West Ham United en 1980, la plus récente victoire d'un club hors de la première division,. Depuis le succès de Wimbledon en 1988, les clubs surnommés "Big Four", Manchester United, Liverpool, Arsenal et Chelsea, ont gagné 19 fois sur 23 saisons. Chelsea a gagné six des dix dernières finales jouées à Wembley.

## Finales
Jusqu'en 1999, un match nul à l'issue d'une finale résultait en un match à rejouer à une date ultérieure, mais, depuis lors, le vainqueur est décidé aux tirs au but si les deux finalistes ne se sont pas départagés après 90 minutes de jeu et 30 minutes de prolongation. Cependant, une séance de tirs au but n'a pour l'instant été utile qu'à trois occasions, lors des finales de 2005, 2006 et 2022. La compétition a été annulée durant les Première et Seconde guerres mondiales, à part pour l'édition 1914-1915, qui a pu aller à son terme, et lors de la saison 1939-1940, qui a finalement été arrêtée durant la phase de qualification.

### Légendes
| (R) | Match rejoué |
|     | Match gagné après prolongations                                                                                       |
|     | Match gagné aux tirs au but                                                                                           |
|     | L'équipe gagnante a réalisé le doublé, remportant aussi la First Division, devenue la Premier League en 1992/93       |
|     | L'équipe gagnante a réalisé le triplé (en), remportant aussi la Premier League et la Coupe de la Ligue, créée en 1960 |
|     | Équipe évoluant dans un niveau inférieur à la première division (depuis la formation de la Football League en 1888)   |

Toutes les équipes sont anglaises à l'exception de celles marquées d'un  (écossaises) ou d'un  (galloises).

### Résultats
| #   | Saison        | Vainqueur               | Score | Finaliste               | Stade               | Affluence  |
| --- | ------------- | ----------------------- | ----- | ----------------------- | ------------------- | ---------- |
| 1   | 1871-1872     | Wanderers               | 1-0   | Royal Engineers         | Kennington Oval     | 2 000      |
| 2   | 1872-1873     | Wanderers               | 2-0   | Oxford University       | Lillie Bridge       | 3 000      |
| 3   | 1873-1874     | Oxford University       | 2-0   | Royal Engineers         | Kennington Oval     | 2 000      |
| 4   | 1874-1875     | Royal Engineers         | 1-1   | Old Etonians            | Kennington Oval     | 2 000      |
| 5   | 1874-1875 (R) | Royal Engineers         | 2-0   | Old Etonians            | Kennington Oval     | 3 000      |
| 6   | 1875-1876     | Wanderers               | 1-1   | Old Etonians            | Kennington Oval     | 3 500      |
| 7   | 1875-1876 (R) | Wanderers               | 3-0   | Old Etonians            | Kennington Oval     | 1 500      |
| 8   | 1876-1877     | Wanderers               | 2-1   | Oxford University       | Kennington Oval     | 3 000      |
| 9   | 1877-1878     | Wanderers               | 3-1   | Royal Engineers         | Kennington Oval     | 4 500      |
| 10  | 1878-1879     | Old Etonians            | 1-0   | Clapham Rovers          | Kennington Oval     | 5 000      |
| 11  | 1879-1880     | Clapham Rovers          | 1-0   | Oxford University       | Kennington Oval     | 6 000      |
| 12  | 1880-1881     | Old Carthusians         | 3-0   | Old Etonians            | Kennington Oval     | 4 000      |
| 13  | 1881-1882     | Old Etonians            | 1-0   | Blackburn Rovers        | Kennington Oval     | 6 500      |
| 14  | 1882-1883     | Blackburn Olympic       | 2-1   | Old Etonians            | Kennington Oval     | 8 000      |
| 15  | 1883-1884     | Blackburn Rovers        | 2-1   | Queen's Park            | Kennington Oval     | 4 000      |
| 16  | 1884-1885     | Blackburn Rovers        | 2-0   | Queen's Park            | Kennington Oval     | 12 500     |
| 17  | 1885-1886     | Blackburn Rovers        | 0-0   | West Bromwich Albion    | Kennington Oval     | 15 000     |
| 18  | 1885-1886 (R) | Blackburn Rovers        | 2-0   | West Bromwich Albion    | Racecourse Ground   | 12 000     |
| 19  | 1886-1887     | Aston Villa             | 2-0   | West Bromwich Albion    | Kennington Oval     | 15 500     |
| 20  | 1887-1888     | West Bromwich Albion    | 2-1   | Preston North End       | Kennington Oval     | 19 000     |
| 21  | 1888-1889     | Preston North End       | 3-0   | Wolverhampton Wanderers | Kennington Oval     | 22 000     |
| 22  | 1889-1890     | Blackburn Rovers        | 6-1   | The Wednesday           | Kennington Oval     | 20 000     |
| 23  | 1890-1891     | Blackburn Rovers        | 3-1   | Notts County            | Kennington Oval     | 23 000     |
| 24  | 1891-1892     | West Bromwich Albion    | 3-0   | Aston Villa             | Kennington Oval     | 32 810     |
| 25  | 1892-1893     | Wolverhampton Wanderers | 1-0   | Everton                 | Fallowfield Stadium | 45 000     |
| 26  | 1893-1894     | Notts County            | 4-1   | Bolton Wanderers        | Goodison Park       | 37 000     |
| 27  | 1894-1895     | Aston Villa             | 1-0   | West Bromwich Albion    | Crystal Palace      | 42 560     |
| 28  | 1895-1896     | The Wednesday           | 2-1   | Wolverhampton Wanderers | Crystal Palace      | 48 836     |
| 29  | 1896-1897     | Aston Villa             | 3-2   | Everton                 | Crystal Palace      | 65 891     |
| 30  | 1897-1898     | Nottingham Forest       | 3-1   | Derby County            | Crystal Palace      | 62 017     |
| 31  | 1898-1899     | Sheffield United        | 4-1   | Derby County            | Crystal Palace      | 73 833     |
| 32  | 1899-1900     | Bury                    | 4-0   | Southampton             | Crystal Palace      | 68 945     |
| 33  | 1900-1901     | Tottenham Hotspur       | 2-2   | Sheffield United        | Crystal Palace      | 110 820    |
| 34  | 1900-1901 (R) | Tottenham Hotspur       | 3-1   | Sheffield United        | Burnden Park        | 20 470     |
| 35  | 1901-1902     | Sheffield United        | 1-1   | Southampton             | Crystal Palace      | 76 914     |
| 36  | 1901-1902 (R) | Sheffield United        | 2-1   | Southampton             | Crystal Palace      | 33 068     |
| 37  | 1902-1903     | Bury                    | 6-0   | Derby County            | Crystal Palace      | 63 102     |
| 38  | 1903-1904     | Manchester City         | 1-0   | Bolton Wanderers        | Crystal Palace      | 61 374     |
| 39  | 1904-1905     | Aston Villa             | 2-0   | Newcastle United        | Crystal Palace      | 101 117    |
| 40  | 1905-1906     | Everton                 | 1-0   | Newcastle United        | Crystal Palace      | 75 609     |
| 41  | 1906-1907     | The Wednesday           | 2-1   | Everton                 | Crystal Palace      | 84 594     |
| 42  | 1907-1908     | Wolverhampton Wanderers | 3-1   | Newcastle United        | Crystal Palace      | 74 697     |
| 43  | 1908-1909     | Manchester United       | 1-0   | Bristol City            | Crystal Palace      | 71 401     |
| 44  | 1909-1910     | Newcastle United        | 1-1   | Barnsley                | Crystal Palace      | 77 747     |
| 45  | 1909-1910 (R) | Newcastle United        | 2-0   | Barnsley                | Goodison Park       | 69 000     |
| 46  | 1910-1911     | Bradford City           | 0-0   | Newcastle United        | Crystal Palace      | 69 068     |
| 47  | 1910-1911 (R) | Bradford City           | 1-0   | Newcastle United        | Old Trafford        | 58 000     |
| 48  | 1911-1912     | Barnsley                | 0-0   | West Bromwich Albion    | Crystal Palace      | 54 556     |
| 49  | 1911-1912 (R) | Barnsley                | 1-0   | West Bromwich Albion    | Bramall Lane        | 38 555     |
| 50  | 1912-1913     | Aston Villa             | 1-0   | Sunderland              | Crystal Palace      | 121 919    |
| 51  | 1913-1914     | Burnley                 | 1-0   | Liverpool               | Crystal Palace      | 72 778     |
| 52  | 1914-1915     | Sheffield United        | 3-0   | Chelsea                 | Old Trafford        | 49 557     |
| 53  | 1919-1920     | Aston Villa             | 1-0   | Huddersfield Town       | Stamford Bridge     | 50 018     |
| 54  | 1920-1921     | Tottenham Hotspur       | 1-0   | Wolverhampton Wanderers | Stamford Bridge     | 72 805     |
| 55  | 1921-1922     | Huddersfield Town       | 1-0   | Preston North End       | Stamford Bridge     | 53 000     |
| 56  | 1922-1923     | Bolton Wanderers        | 2-0   | West Ham United         | Wembley (original)  | 126 047[A] |
| 57  | 1923-1924     | Newcastle United        | 2-0   | Aston Villa             | Wembley (original)  | 91 695     |
| 58  | 1924-1925     | Sheffield United        | 1-0   | Cardiff City            | Wembley (original)  | 91 763     |
| 59  | 1925-1926     | Bolton Wanderers        | 1-0   | Manchester City         | Wembley (original)  | 91 447     |
| 60  | 1926-1927     | Cardiff City            | 1-0   | Arsenal                 | Wembley (original)  | 91 206     |
| 61  | 1927-1928     | Blackburn Rovers        | 3-1   | Huddersfield Town       | Wembley (original)  | 92 041     |
| 62  | 1928-1929     | Bolton Wanderers        | 2-0   | Portsmouth              | Wembley (original)  | 92 576     |
| 63  | 1929-1930     | Arsenal                 | 2-0   | Huddersfield Town       | Wembley (original)  | 92 488     |
| 64  | 1930-1931     | West Bromwich Albion    | 2-1   | Birmingham              | Wembley (original)  | 92 406     |
| 65  | 1931-1932     | Newcastle United        | 2-1   | Arsenal                 | Wembley (original)  | 92 298     |
| 66  | 1932-1933     | Everton                 | 3-0   | Manchester City         | Wembley (original)  | 92 950     |
| 67  | 1933-1934     | Manchester City         | 2-1   | Portsmouth              | Wembley (original)  | 93 258     |
| 68  | 1934-1935     | Sheffield Wednesday     | 4-2   | West Bromwich Albion    | Wembley (original)  | 93 204     |
| 69  | 1935-1936     | Arsenal                 | 1-0   | Sheffield United        | Wembley (original)  | 93 384     |
| 70  | 1936-1937     | Sunderland              | 3-1   | Preston North End       | Wembley (original)  | 93 495     |
| 71  | 1937-1938     | Preston North End       | 1-0   | Huddersfield Town       | Wembley (original)  | 93 497     |
| 72  | 1938-1939     | Portsmouth              | 4-1   | Wolverhampton Wanderers | Wembley (original)  | 99 370     |
| 73  | 1945-1946     | Derby County            | 4-1   | Charlton Athletic       | Wembley (original)  | 98 000     |
| 74  | 1946-1947     | Charlton Athletic       | 1-0   | Burnley                 | Wembley (original)  | 99 000     |
| 75  | 1947-1948     | Manchester United       | 4-2   | Blackpool               | Wembley (original)  | 99 000     |
| 76  | 1948-1949     | Wolverhampton Wanderers | 3-1   | Leicester City          | Wembley (original)  | 99 500     |
| 77  | 1949-1950     | Arsenal                 | 2-0   | Liverpool               | Wembley (original)  | 100 000    |
| 78  | 1950-1951     | Newcastle United        | 2-0   | Blackpool               | Wembley (original)  | 100 000    |
| 79  | 1951-1952     | Newcastle United        | 1-0   | Arsenal                 | Wembley (original)  | 100 000    |
| 80  | 1952-1953     | Blackpool               | 4-3   | Bolton Wanderers        | Wembley (original)  | 100 000    |
| 81  | 1953-1954     | West Bromwich Albion    | 3-2   | Preston North End       | Wembley (original)  | 100 000    |
| 82  | 1954-1955     | Newcastle United        | 3-1   | Manchester City         | Wembley (original)  | 100 000    |
| 83  | 1955-1956     | Manchester City         | 3-1   | Birmingham City         | Wembley (original)  | 100 000    |
| 84  | 1956-1957     | Aston Villa             | 2-1   | Manchester United       | Wembley (original)  | 100 000    |
| 85  | 1957-1958     | Bolton Wanderers        | 2-0   | Manchester United       | Wembley (original)  | 100 000    |
| 86  | 1958-1959     | Nottingham Forest       | 2-1   | Luton Town              | Wembley (original)  | 100 000    |
| 87  | 1959-1960     | Wolverhampton Wanderers | 3-0   | Blackburn Rovers        | Wembley (original)  | 100 000    |
| 88  | 1960-1961     | Tottenham Hotspur       | 2-0   | Leicester City          | Wembley (original)  | 100 000    |
| 89  | 1961-1962     | Tottenham Hotspur       | 3-1   | Burnley                 | Wembley (original)  | 100 000    |
| 90  | 1962-1963     | Manchester United       | 3-1   | Leicester City          | Wembley (original)  | 100 000    |
| 91  | 1963-1964     | West Ham United         | 3-2   | Preston North End       | Wembley (original)  | 100 000    |
| 92  | 1964-1965     | Liverpool               | 2-1   | Leeds United            | Wembley (original)  | 100 000    |
| 93  | 1965-1966     | Everton                 | 3-2   | Sheffield Wednesday     | Wembley (original)  | 100 000    |
| 94  | 1966-1967     | Tottenham Hotspur       | 2-1   | Chelsea                 | Wembley (original)  | 100 000    |
| 95  | 1967-1968     | West Bromwich Albion    | 1-0   | Everton                 | Wembley (original)  | 100 000    |
| 96  | 1968-1969     | Manchester City         | 1-0   | Leicester City          | Wembley (original)  | 100 000    |
| 97  | 1969-1970     | Chelsea                 | 2-2   | Leeds United            | Wembley (original)  | 100 000    |
| 98  | 1969-1970 (R) | Chelsea                 | 2-1   | Leeds United            | Old Trafford        | 62 078     |
| 99  | 1970-1971     | Arsenal                 | 2-1   | Liverpool               | Wembley (original)  | 100 000    |
| 100 | 1971-1972     | Leeds United            | 1-0   | Arsenal                 | Wembley (original)  | 100 000    |
| 101 | 1972-1973     | Sunderland              | 1-0   | Leeds United            | Wembley (original)  | 100 000    |
| 102 | 1973-1974     | Liverpool               | 3-0   | Newcastle United        | Wembley (original)  | 100 000    |
| 103 | 1974-1975     | West Ham United         | 2-0   | Fulham                  | Wembley (original)  | 100 000    |
| 104 | 1975-1976     | Southampton             | 1-0   | Manchester United       | Wembley (original)  | 100 000    |
| 105 | 1976-1977     | Manchester United       | 2-1   | Liverpool               | Wembley (original)  | 100 000    |
| 106 | 1977-1978     | Ipswich Town            | 1-0   | Arsenal                 | Wembley (original)  | 100 000    |
| 107 | 1978-1979     | Arsenal                 | 3-2   | Manchester United       | Wembley (original)  | 100 000    |
| 108 | 1979-1980     | West Ham United         | 1-0   | Arsenal                 | Wembley (original)  | 100 000    |
| 109 | 1980-1981     | Tottenham Hotspur       | 1-1   | Manchester City         | Wembley (original)  | 100 000    |
| 110 | 1980-1981 (R) | Tottenham Hotspur       | 3-2   | Manchester City         | Wembley (original)  | 92 000     |
| 111 | 1981-1982     | Tottenham Hotspur       | 1-1   | Queens Park Rangers     | Wembley (original)  | 100 000    |
| 112 | 1981-1982 (R) | Tottenham Hotspur       | 1-0   | Queens Park Rangers     | Wembley (original)  | 90 000     |
| 113 | 1982-1983     | Manchester United       | 2-2   | Brighton & Hove Albion  | Wembley (original)  | 100 000    |
| 114 | 1982-1983 (R) | Manchester United       | 4-0   | Brighton & Hove Albion  | Wembley (original)  | 100 000    |
| 115 | 1983-1984     | Everton                 | 2-0   | Watford                 | Wembley (original)  | 100 000    |
| 116 | 1984-1985     | Manchester United       | 1-0   | Everton                 | Wembley (original)  | 100 000    |
| 117 | 1985-1986     | Liverpool               | 3-1   | Everton                 | Wembley (original)  | 98 000     |
| 118 | 1986-1987     | Coventry City           | 3-2   | Tottenham Hotspur       | Wembley (original)  | 98 000     |
| 119 | 1987-1988     | Wimbledon               | 1-0   | Liverpool               | Wembley (original)  | 98 203     |
| 120 | 1988-1989     | Liverpool               | 3-2   | Everton                 | Wembley (original)  | 82 500     |
| 121 | 1989-1990     | Manchester United       | 3-3   | Crystal Palace          | Wembley (original)  | 80 000     |
| 122 | 1989-1990 (R) | Manchester United       | 1-0   | Crystal Palace          | Wembley (original)  | 80 000     |
| 123 | 1990-1991     | Tottenham Hotspur       | 2-1   | Nottingham Forest       | Wembley (original)  | 80 000     |
| 124 | 1991-1992     | Liverpool               | 2-0   | Sunderland              | Wembley (original)  | 80 000     |
| 125 | 1992-1993     | Arsenal                 | 1-1   | Sheffield Wednesday     | Wembley (original)  | 79 347     |
| 126 | 1992-1993 (R) | Arsenal                 | 2-1   | Sheffield Wednesday     | Wembley (original)  | 62 267     |
| 127 | 1993-1994     | Manchester United       | 4-0   | Chelsea                 | Wembley (original)  | 79 634     |
| 128 | 1994-1995     | Everton                 | 1-0   | Manchester United       | Wembley (original)  | 79 592     |
| 129 | 1995-1996     | Manchester United       | 1-0   | Liverpool               | Wembley (original)  | 79 007     |
| 130 | 1996-1997     | Chelsea                 | 2-0   | Middlesbrough           | Wembley (original)  | 79 160     |
| 131 | 1997-1998     | Arsenal                 | 2-0   | Newcastle United        | Wembley (original)  | 79 183     |
| 132 | 1998-1999     | Manchester United       | 2-0   | Newcastle United        | Wembley (original)  | 79 101     |
| 133 | 1999-2000     | Chelsea                 | 1-0   | Aston Villa             | Wembley (original)  | 78 217     |
| 134 | 2000-2001     | Liverpool               | 2-1   | Arsenal                 | Millennium Stadium  | 72 500     |
| 135 | 2001-2002     | Arsenal                 | 2-0   | Chelsea                 | Millennium Stadium  | 73 963     |
| 136 | 2002-2003     | Arsenal                 | 1-0   | Southampton             | Millennium Stadium  | 73 726     |
| 137 | 2003-2004     | Manchester United       | 3-0   | Millwall                | Millennium Stadium  | 71 350     |
| 138 | 2004-2005     | Arsenal                 | 0-0   | Manchester United       | Millennium Stadium  | 71 876     |
| 139 | 2005-2006     | Liverpool               | 3-3   | West Ham United         | Millennium Stadium  | 71 140     |
| 140 | 2006-2007     | Chelsea                 | 1-0   | Manchester United       | Wembley (nouveau)   | 89 826     |
| 141 | 2007-2008     | Portsmouth              | 1-0   | Cardiff City            | Wembley (nouveau)   | 89 874     |
| 142 | 2008-2009     | Chelsea                 | 2-1   | Everton                 | Wembley (nouveau)   | 89 391     |
| 143 | 2009-2010     | Chelsea                 | 1-0   | Portsmouth              | Wembley (nouveau)   | 88 335     |
| 144 | 2010-2011     | Manchester City         | 1-0   | Stoke City              | Wembley (nouveau)   | 88 643     |
| 145 | 2011-2012     | Chelsea                 | 2-1   | Liverpool               | Wembley (nouveau)   | 89 041     |
| 146 | 2012-2013     | Wigan Athletic          | 1-0   | Manchester City         | Wembley (nouveau)   | 86 254     |
| 147 | 2013-2014     | Arsenal                 | 3-2   | Hull City               | Wembley (nouveau)   | 89 345     |
| 148 | 2014-2015     | Arsenal                 | 4-0   | Aston Villa             | Wembley (nouveau)   | 89 283     |
| 149 | 2015-2016     | Manchester United       | 2-1   | Crystal Palace          | Wembley (nouveau)   | 88 619     |
| 150 | 2016-2017     | Arsenal                 | 2-1   | Chelsea                 | Wembley (nouveau)   | 89 472     |
| 151 | 2017-2018     | Chelsea                 | 1-0   | Manchester United       | Wembley (nouveau)   | 87 647     |
| 152 | 2018-2019     | Manchester City         | 6-0   | Watford                 | Wembley (nouveau)   | 85 854     |
| 153 | 2019-2020     | Arsenal                 | 2-1   | Chelsea                 | Wembley (nouveau)   | 0          |
| 154 | 2020-2021     | Leicester City          | 1-0   | Chelsea                 | Wembley (nouveau)   | 20 000     |
| 155 | 2021-2022     | Liverpool               | 0-0   | Chelsea                 | Wembley (nouveau)   | 84 897     |
| 156 | 2022-2023     | Manchester City         | 2-1   | Manchester United       | Wembley (nouveau)   | 83 179     |
| 157 | 2023-2024     | Manchester United       | 2-1   | Manchester City         | Wembley (nouveau)   |            |
| 158 | 2024-2025     | Crystal Palace          | 1-0   | Manchester City         |                     |            |

A.^  L'affluence officielle pour la Finale de 1923 est de 126 047 spectateurs, mais le chiffre réel semble osciller entre les 150 000 et les 300 000 personnes,.